# Fußball-Club Gelsenkirchen-Schalke 04 1981-1982
Questa voce raccoglie le informazioni riguardanti il Fußball-Club Gelsenkirchen-Schalke 04 nelle competizioni ufficiali della stagione 1981-1982.

## Stagione
Nella stagione 1981-1982 il Schalke, allenato da Sigfried Held, concluse il campionato di 2. Bundesliga al 1º posto. In Coppa di Germania il Schalke fu eliminato al primo turno dal Hessen Kassel.

## Rosa
| N. |                     | Ruolo | Calciatore     |
| -- | ------------------- | ----- | -------------- |
|    | Germania (bandiera) | P     | Norbert Nigbur |
|    | Germania (bandiera) | P     | Peter Sandhofe |
|    | Germania (bandiera) | D     | Winfried Geier |
|    | Serbia (bandiera)   | D     | Dragan Holcer  |
|    | Germania (bandiera) | D     | Thomas Kruse   |
|    | Germania (bandiera) | D     | Thomas Siewert |
|    | Germania (bandiera) | D     | Peter Stichler |
|    | Germania (bandiera) | D     | Bernd Thiele   |
|    | Germania (bandiera) | C     | Uli Bittcher   |
|    | Germania (bandiera) | C     | Theo Bücker    |

| N. |                     | Ruolo | Calciatore       |
| -- | ------------------- | ----- | ---------------- |
|    | Germania (bandiera) | C     | Manfred Drexler  |
|    | Germania (bandiera) | C     | Harald Kügler    |
|    | Germania (bandiera) | C     | Michael Opitz    |
|    | Germania (bandiera) | C     | Ludger Winkel    |
|    | Germania (bandiera) | A     | Volker Abramczik |
|    | Germania (bandiera) | A     | Norbert Elgert   |
|    | Germania (bandiera) | A     | Norbert Janzon   |
|    | Germania (bandiera) | A     | Detlev Szymanek  |
|    | Turchia (bandiera)  | A     | İlyas Tüfekçi    |

## Organigramma societario
Area tecnica
- Allenatore: Sigfried Held
- Allenatore in seconda:
- Preparatore dei portieri:
- Preparatori atletici:

## Calciomercato

### Sessione estiva
| Acquisti | Acquisti       | Acquisti          | Acquisti |
| R.       | Nome           | da                | Modalità |
| -------- | -------------- | ----------------- | -------- |
| A        | İlyas Tüfekçi  | Stoccarda         |          |
| C        | Theo Bücker    | Al-Ittihad        |          |
| D        | Dragan Holcer  | Stoccarda         |          |
| A        | Norbert Janzon | Bayern Monaco     |          |
| D        | Peter Stichler | Kickers Stoccarda |          |

| Cessioni | Cessioni        | Cessioni             | Cessioni |
| R.       | Nome            | a                    | Modalità |
| -------- | --------------- | -------------------- | -------- |
| C        | Dietmar Danner  | Saarbrücken          |          |
| A        | Klaus Fischer   | Colonia              |          |
| C        | Kurt Jara       | Grasshoppers         |          |
| P        | Andreas Sandt   | Bochum II            |          |
| A        | Ulrich Schröder | FC 96 Recklinghausen |          |
| D        | Jürgen Täuber   | Norimberga           |          |
| A        | Michael Tönnies | Bayreuth             |          |

### Sessione invernale
| Acquisti | Acquisti | Acquisti | Acquisti |
| R.       | Nome     | da       | Modalità |
| -------- | -------- | -------- | -------- |

| Cessioni | Cessioni | Cessioni | Cessioni |
| R.       | Nome     | a        | Modalità |
| -------- | -------- | -------- | -------- |

## Risultati

### 2. Bundesliga

#### Girone di andata
| Arbitro: | Eschweiler |

|                                   |           |           |
| Janzon 18’ Elgert 36’ Drexler 67’ | Marcatori | 64’ Sidka |

| Arbitro: | Roth |

|                                      |           |             |
| Ehrmantraut 10’ Remark 57’ Timme 90’ | Marcatori | 71’ Drexler |

| Arbitro: | Pauly |

|                        |           |                |
| Janzon 35’ Drexler 44’ | Marcatori | 29’, 40’ Loges |

| Arbitro: | Wiesel |

|                 |           |                                  |
| Vittinghoff 17’ | Marcatori | 59’ Bittcher 86’ (rig.) Stichler |

| Arbitro: | Horeis |

|            |           |          |
| Kügler 64’ | Marcatori | 71’ Lenz |

| Arbitro: | Föckler |

|  |           |              |
|  | Marcatori | 47’ Bittcher |

| Arbitro: | Wuttke |

|                                |           |                                          |
| Elgert 3’ Geier 22’ Janzon 60’ | Marcatori | 14’ Schulz 27’ (aut.) Drexler 31’ Derigs |

| Arbitro: | Redelfs |

|           |           |  |
| Kempa 51’ | Marcatori |  |

| Arbitro: | Ross |

|                        |           |  |
| Drexler 14’ Janzon 49’ | Marcatori |  |

| Arbitro: | Walz |

|            |           |                |
| Klinger 5’ | Marcatori | 6’, 84’ Elgert |

| Arbitro: | Kasperowski |

|             |           |  |
| Tüfekçi 75’ | Marcatori |  |

| Arbitro: | Klauser |

|  |           |                                   |
|  | Marcatori | 7’ Bittcher 8’ Tüfekçi 72’ Thiele |

| Arbitro: | Werner |

|                                                        |           |  |
| Janzon 1’, 73’ Geier 58’, 70’ Bittcher 89’ Drexler 90’ | Marcatori |  |

| Krefeld 31 ottobre 1981, ore 15:00 CET 14ª giornata | Bayer Uerdingen | 0 – 0 referto | Schalke 04 | Grotenburg Stadion (15 000 spett.)\| Arbitro: \| Michel \| |
| Arbitro:                                            | Michel          |               |            |                                                            |

| Arbitro: | Hontheim |

|           |           |             |
| Janzon 2’ | Marcatori | 31’ Dierßen |

| Arbitro: | Neuner |

|  |           |                                      |
|  | Marcatori | 39’ Abramczik 70’ Janzon 89’ Drexler |

| Arbitro: | Jupe |

|  |           |                                      |
|  | Marcatori | 28’ Bücker 74’ Abramczik 83’ Drexler |

| Arbitro: | Osmers |

|                                        |           |  |
| Abramczik 41’ Tüfekçi 51’ Bittcher 89’ | Marcatori |  |

| Arbitro: | Roth |

|                     |           |             |
| Denz 13’ Schaub 75’ | Marcatori | 23’ Tüfekçi |

#### Girone di ritorno
| Arbitro: | Linn |

|                    |           |  |
| Völler 1’ Beer 38’ | Marcatori |  |

| Arbitro: | Neuner |

|                   |           |                     |
| Abramczik 3’, 63’ | Marcatori | 87’ (rig.) Wesseler |

| Arbitro: | Eschweiler |

|           |           |            |
| Fagot 69’ | Marcatori | 28’ Bücker |

| Arbitro: | Ulm |

|                        |           |                          |
| Janzon 76’ Drexler 80’ | Marcatori | 56’ Mödrath 90’ Hoffmann |

| Arbitro: | Theobald |

|             |           |  |
| Schäfer 82’ | Marcatori |  |

| Arbitro: | Werner |

|                         |           |  |
| Bittcher 47’ Bücker 50’ | Marcatori |  |

| Arbitro: | Retzmann |

|                     |           |             |
| Bittcher 38’ (aut.) | Marcatori | 26’ Drexler |

| Arbitro: | Engel |

|                         |           |  |
| Bittcher 47’ Janzon 62’ | Marcatori |  |

| Arbitro: | Pauly |

|                          |           |                       |
| Clute-Simon 4’ Elser 41’ | Marcatori | 74’ Geier 75’ Tüfekçi |

| Arbitro: | Eli |

|           |           |             |
| Opitz 38’ | Marcatori | 32’ Richter |

| Arbitro: | Heitmann |

|                      |           |             |
| Walter 46’ Makan 47’ | Marcatori | 51’ Tüfekçi |

| Arbitro: | Niebergall |

|              |           |            |
| Bittcher 55’ | Marcatori | 61’ Susser |

| Arbitro: | Hellwig |

|          |           |                 |
| Litz 59’ | Marcatori | 28’, 60’ Janzon |

| Arbitro: | Schraivogel |

|                            |           |                    |
| Janzon 22’, 28’ Kügler 68’ | Marcatori | 60’ (rig.) Feilzer |

| Arbitro: | Glaw |

|  |           |               |
|  | Marcatori | 40’ Abramczik |

| Arbitro: | Zimmermann |

|                                          |           |  |
| Bittcher 11’ Kügler 23’, 53’ Drexler 71’ | Marcatori |  |

| Arbitro: | Ahlenfelder |

|                                                      |           |  |
| Bücker 23’ (rig.) Bittcher 31’ Elgert 53’ Kügler 54’ | Marcatori |  |

| Offenbach am Main 22 maggio 1982, ore 15:00 CEST 37ª giornata | Kickers Offenbach | 0 – 0 referto | Schalke 04 | Stadion am Bieberer Berg (25 000 spett.)\| Arbitro: \| Roth \| |
| Arbitro:                                                      | Roth              |               |            |                                                                |

| Arbitro: | Assenmacher |

|                                   |           |                                          |
| Tüfekçi 6’ Drexler 56’ Kügler 65’ | Marcatori | 28’ Dubovina 57’ Schaub 68’ Hinterberger |

### Coppa di Germania
| Arbitro: | Umbach |

|                                |           |           |
| Traser 26’, 47’ Hampl 33’, 69’ | Marcatori | 88’ Kruse |

## Statistiche

### Statistiche di squadra
| Competizione      | Punti | In casa | In casa | In casa | In casa | In casa | In casa | In trasferta | In trasferta | In trasferta | In trasferta | In trasferta | In trasferta | Totale | Totale | Totale | Totale | Totale | Totale | DR  |
| Competizione      | Punti | G       | V       | N       | P       | Gf      | Gs      | G            | V            | N            | P            | Gf           | Gs           | G      | V      | N      | P      | Gf     | Gs     | DR  |
| ----------------- | ----- | ------- | ------- | ------- | ------- | ------- | ------- | ------------ | ------------ | ------------ | ------------ | ------------ | ------------ | ------ | ------ | ------ | ------ | ------ | ------ | --- |
| 2. Bundesliga     | 51    | 19      | 11      | 8       | 0       | 46      | 17      | 19           | 8            | 5            | 6            | 24           | 18           | 38     | 19     | 13     | 6      | 70     | 35     | +35 |
| Coppa di Germania | -     | 0       | 0       | 0       | 0       | 0       | 0       | 1            | 0            | 0            | 1            | 1            | 4            | 1      | 0      | 0      | 1      | 1      | 4      | -3  |
| Totale            | 51    | 19      | 11      | 8       | 0       | 46      | 17      | 20           | 8            | 5            | 7            | 25           | 22           | 39     | 19     | 13     | 7      | 71     | 39     | +32 |

### Andamento in campionato
| Giornata  | 1 | 2 | 3 | 4 | 5 | 6 | 7 | 8 | 9 | 10 | 11 | 12 | 13 | 14 | 15 | 16 | 17 | 18 | 19 | 20 | 21 | 22 | 23 | 24 | 25 | 26 | 27 | 28 | 29 | 30 | 31 | 32 | 33 | 34 | 35 | 36 | 37 | 38 |
| --------- | - | - | - | - | - | - | - | - | - | -- | -- | -- | -- | -- | -- | -- | -- | -- | -- | -- | -- | -- | -- | -- | -- | -- | -- | -- | -- | -- | -- | -- | -- | -- | -- | -- | -- | -- |
| Luogo     | C | T | C | T | C | T | C | T | C | T  | C  | T  | C  | T  | C  | T  | T  | C  | T  | T  | C  | T  | C  | T  | C  | T  | C  | T  | C  | T  | C  | T  | C  | T  | C  | C  | T  | C  |
| Risultato | V | P | N | V | N | V | N | P | V | V  | V  | V  | V  | N  | N  | V  | V  | V  | P  | P  | V  | N  | N  | P  | V  | N  | V  | N  | N  | P  | N  | V  | V  | V  | V  | V  | N  | N  |
| Posizione | 1 | 8 | 8 | 5 | 8 | 4 | 3 | 8 | 4 | 4  | 3  | 1  | 1  | 1  | 1  | 2  | 1  | 1  | 1  | 1  | 1  | 1  | 2  | 2  | 1  | 1  | 1  | 2  | 2  | 3  | 3  | 2  | 2  | 1  | 1  | 1  | 1  | 1  |

Legenda:

Luogo: C = Casa; T = Trasferta. Risultato: V = Vittoria; N = Pareggio; P = Sconfitta.

### Statistiche dei giocatori
| Giocatore    | 2. Bundesliga | 2. Bundesliga | 2. Bundesliga | 2. Bundesliga | Coppa di Germania | Coppa di Germania | Coppa di Germania | Coppa di Germania | Totale   | Totale | Totale      | Totale     |
| Giocatore    | Presenze      | Reti          | Ammonizioni   | Espulsioni    | Presenze          | Reti              | Ammonizioni       | Espulsioni        | Presenze | Reti   | Ammonizioni | Espulsioni |
| ------------ | ------------- | ------------- | ------------- | ------------- | ----------------- | ----------------- | ----------------- | ----------------- | -------- | ------ | ----------- | ---------- |
| V. Abramczik | 24            | 6             | 0             | 0             | 1                 | 0                 | 0                 | 0                 | 25       | 6      | 0           | 0          |
| U. Bittcher  | 38            | 10            | 1             | 0             | 1                 | 0                 | 0                 | 0                 | 39       | 10     | 1           | 0          |
| T. Bücker    | 33            | 4             | 4             | 0             | 1                 | 0                 | 0                 | 0                 | 34       | 4      | 4           | 0          |
| M. Drexler   | 38            | 11            | 3             | 0             | 1                 | 0                 | 0                 | 0                 | 39       | 11     | 3           | 0          |
| N. Elgert    | 21            | 5             | 0             | 0             | 1                 | 0                 | 0                 | 0                 | 22       | 5      | 0           | 0          |
| W. Geier     | 32            | 4             | 5             | 0             | 1                 | 0                 | 0                 | 0                 | 33       | 4      | 5           | 0          |
| D. Holcer    | 12            | 0             | 0             | 0             | 0                 | 0                 | 0                 | 0                 | 12       | 0      | 0           | 0          |
| N. Janzon    | 37            | 14            | 1             | 0             | 0                 | 0                 | 0                 | 0                 | 37       | 14     | 1           | 0          |
| T. Kruse     | 28            | 0             | 3             | 1             | 1                 | 1                 | 0                 | 0                 | 29       | 1      | 3           | 1          |
| H. Kügler    | 19            | 6             | 4             | 0             | 1                 | 0                 | 0                 | 0                 | 20       | 6      | 4           | 0          |
| N. Nigbur    | 38            | 0             | 0             | 0             | 1                 | 0                 | 0                 | 0                 | 39       | 0      | 0           | 0          |
| M. Opitz     | 30            | 1             | 0             | 0             | 0                 | 0                 | 0                 | 0                 | 30       | 1      | 0           | 0          |
| P. Sandhofe  | 0             | 0             | 0             | 0             | 0                 | 0                 | 0                 | 0                 | 0        | 0      | 0           | 0          |
| T. Siewert   | 13            | 0             | 3             | 0             | 0                 | 0                 | 0                 | 0                 | 13       | 0      | 3           | 0          |
| P. Stichler  | 27            | 1             | 7             | 0             | 1                 | 0                 | 1                 | 0                 | 28       | 1      | 8           | 0          |
| D. Szymanek  | 9             | 0             | 2             | 0             | 1                 | 0                 | 0                 | 0                 | 10       | 0      | 2           | 0          |
| B. Thiele    | 27            | 1             | 3             | 0             | 1                 | 0                 | 0                 | 0                 | 28       | 1      | 3           | 0          |
| İ. Tüfekçi   | 30            | 7             | 2             | 0             | 0                 | 0                 | 0                 | 0                 | 30       | 7      | 2           | 0          |
| L. Winkel    | 1             | 0             | 0             | 0             | 1                 | 0                 | 0                 | 0                 | 2        | 0      | 0           | 0          |